# Frammes
Frammes är ett ovanligt sätt att dansa om medsols i polska (folkmusik och folklig pardans i 3/4-takt) ett varv på två takter och ingår i Gammalpolska från Föllinge. Dansen (och därmed även frammes) är förmedlad av traditionsbäraren Ernst Grip från Föllinge. Danserna efter Ernst Grip lärs bland annat ut på kursen Föllingeveckan. 
Omdansen i frammes görs med två steg framåt och två steg bakåt per varv. Dansstegen är framåt med vänster ben (1), höger (3) omedelbart följt av vridning 1/2 varv på höger fotblad, två steg bakåt, med vänster ben (1), höger (3) och åter omedelbart vridning 1/2 varv på höger fotblad. Rotationen sker alltså nästan bara på höger fotblad vid (1å) och (3å). Kavaljeren dansar framåt när damen dansar bakåt och vice versa. 